# Kurion

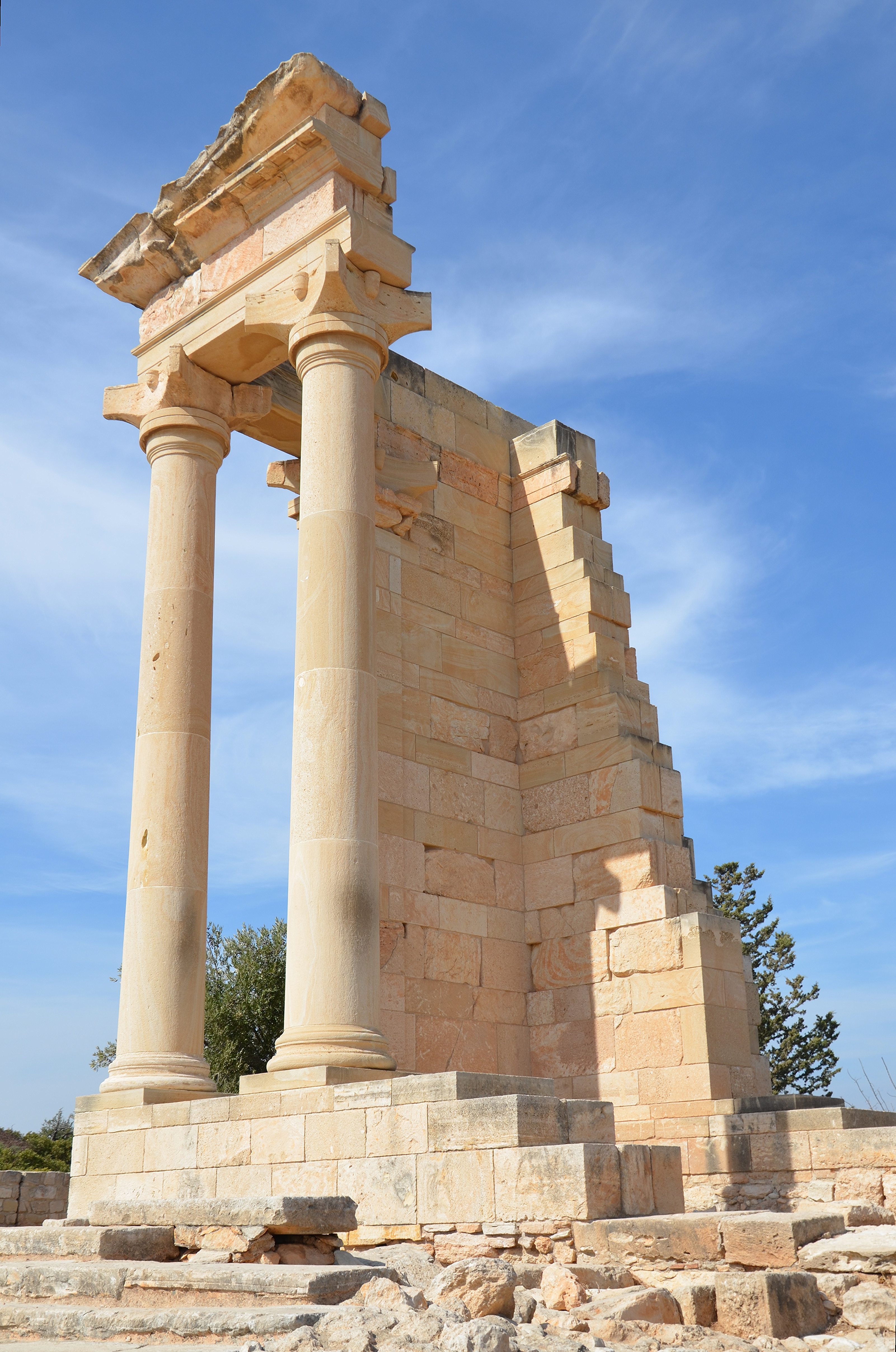
Świątynia Apollina w Kurionie

Kurion (starogr. / katharewusa Κούριον, nowogr. Κούριο, łac. Curium) – kompleks archeologiczny w południowej części Cypru, w pobliżu miejscowości Episkopi, na zachód od Limassolu, położony w obszarze brytyjskiego terytorium Akrotiri, administrowany jednak przez cypryjskie Ministerstwo Starożytności. W jego skład wchodzą dwa stanowiska archeologiczne – pozostałości starożytnego miasta Kurion oraz oddalone o dwa kilometry na zachód sanktuarium Apollina.

## Historia
Tereny wokół stanowiska archeologicznego zamieszkane były już prawdopodobnie od neolitu, jednak resztki najstarszych odnalezionych tu budowli datowane są dopiero na okres między XIV a XII wiekiem p.n.e., co wskazuje, że kolonizacja mykeńska była jedynie przedłużeniem istniejącego osadnictwa.
Według Herodota miasto-królestwo Kurion zostało założone przez Argonian z Peloponezu. Późniejszy pisarze utożsamiają toponim Kurion z Kureasem, synem mistycznego króla Kinyrasa. Miasto-królestwo obejmowało najpewniej dolinę rzeki Kurion, przylądek Kotów i część gór Troodos. Zachodnie granice mogły pokrywać się ze współczesnymi granicami prowincji Limassol.
W okresie powstań przeciw władzy Persów w IV wieku p.n.e. Kurion opowiedział się po stronie perskiego imperium i wraz z pobliskim Amathus przyczynił się do klęski powstańców. Za czasów Aleksandra Wielkiego miasto opowiedziało się jednak za przyłączeniem do Macedonii, na co brak jednak bezpośrednich źródeł. Hellenizacja przyniosła powstanie lokalnego samorządu i pierwsze zachowane do dzisiaj budynki (325–50 p.n.e.).
Największy rozkwit miasta przypadł na czasy Imperium Rzymskiego, od lat 50 p.n.e., oraz początek władzy Bizancjum. Większość mieszkańców Kurionu stanowili wówczas chrześcijanie, a miasto było siedzibą biskupstwa (od III wieku n.e.).
Okres od I do III wieku n.e. odznaczał się licznymi zmianami w architekturze Kurion. Wynika to z licznych trzęsień ziemi wówczas odnotowanych (w latach: 15, 75, 332, 342, 360, 364 n.e.).
W II wieku n.e., wraz z podziałem wyspy na 4 okręgi administracyjne, Kurion, wraz z Kition (dzisiejszą Larnaką), znalazł się w okręgu Amathus.
Kres prosperity położyło potężne trzęsienie ziemi w 365 roku n.e., po którym miasto nigdy całkowicie się nie podniosło, a biskupstwo przeniesiono do pobliskiego Episkopi. Ostatni mieszkańcy opuścili Kurion w VII wieku po najeździe Arabów.

## Stanowisko archeologiczne

### Starożytne miasto

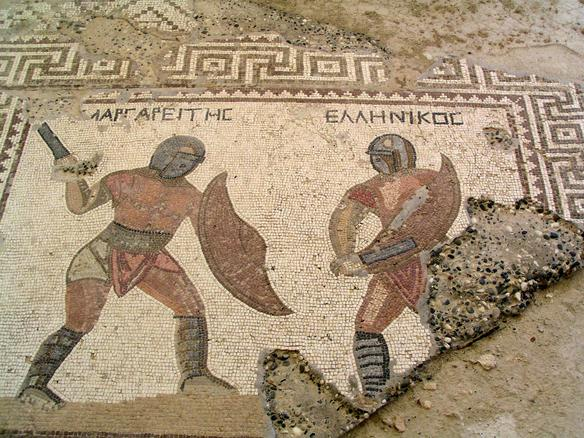
Kurion – mozaika przedstawiająca walczących gladiatorów

Pozostałości starożytnego miasta wyraźnie dzielą się na dwie części – wschodnią i zachodnią. W części wschodniej zlokalizowana jest większość wykopalisk z czasów rzymskich i greckich. Do naszych czasów zachowały się m.in.:
- teatr w stylu hellenistycznym (przebudowany w II w. n.e. z wcześniejszego teatru) o pojemności ok. 3000 ludzi[1]. Przebudowywany po trzęsieniach ziemi w I-III wieku n.e. Opuszczony w IV wieku a współcześnie odtworzony z pozostałości[1].
- rzymska agora z zachowanymi elementami instalacji wodnych; położona w północno-wschodniej części kompleksu; odkopana w latach 1975–1997[1].
- stoa z 16 marmurowych kolumn (6 na swoim oryginalnym miejscu); z przełomu II/III w. n.e[1]. Porzucona w IV wieku, ponownie zaadaptowana w V w. n.e[1].
- pozostałości budynków z okresu hellenistycznego: dolne sekcje południowego muru, w których można wyróżnić trzy okresy (prze)budowy: lata 325–200 p.n.e, 200–100 p.n.e, i 100–50 p.n.e[1].
- rzymskie nimfeum, położone przy łaźniach i instalacjach nawadniających; zbudowane w I w. n.e. a zniszczone dopiero w trakcie najazdów arabskich w VII w. Nosi ślady przebudowy w 4 okresach od 15 r. n.e. do połowy VII w[1].
- „dom Eustoliusa”: kompleks willowy okresu rzymskiego, ostatni raz przebudowany na dużą skalę w ostatnich latach panowania Teodozjusza II (408–450 n.e.); z zachowanymi licznymi mozaikami[1].
- „dom gladiatorów”: okazała prywatna rezydencja lub publiczna palestra; nazwa nawiązuje od tematyki mozaik[1].
- „dom trzęsienia ziemi”: prywatna rezydencja ulokowana na zboczu wzniesienia; zbudowana na przełomie I i II w. n.e.[1]. Całkowicie zniszczona przez trzęsienie ziemi z 365 r. n.e.[1]. Artefakty znalezione w ruinach stanowią ekspozycję muzeum Kurion w Episkopi[1].
- „dom Achillesa”: położony w północno-zachodniej części kompleksu, przy alei wiodącej do świątyni Apollina Hylatesa; datowany na IV wiek n.e., ale zawierający liczne mozaiki z tematyką pogańską[1]. Z uwagi na położenie blisko wjazdu do miasta, mógł służyć jako sala przyjęć oficjeli[1]. Wyróżnia się w nim „mozaika Achillesa” ze sceną mitologiczną, w której Odyseusz rozpoznaje Achillesa przebranego za służącą, gdy ten – zwiedziony jego podstępem – chwyta za broń, zapomniawszy o przebraniu[1].
- bazylika wczesnochrześcijańska; z V wieku n.e.; mogła służyć jako kościół katedralny dla pierwszych biskupów Kurion[1]. Zachowane ślady mozaik ściennych i podłogowych, oraz marmurowych rzeźb, świadczą o jej znaczeniu i okazałości[1]. Na północ od diaconiconu znajdują się pozostałości dwupiętrowego budynku, identyfikowanego z pałacem biskupim, oraz nieco późniejszego baptysterium[1].

A także pozostałości stadionu (II do V w. n.e.) i łaźni rzymskich.

### Sanktuarium Apollina Hylatesa
Oddalone o dwa kilometry od starożytnego miasta ruiny sanktuarium greckiego boga Apollina pochodzą z wczesnego okresu rzymskiego (czas największej rozbudowy i znaczenia). Uważana za jedną z najważniejszych świątyń antycznego Cypru.
Początkowo poświęcona nieznanemu męskiemu bóstwu płodności, później nazwanego Hylates – opiekuna lasów (gr. hyle – las). Ówczas kult miał charakter aikoniczny – reprezentacją bóstwa był betyl – stożkowaty kamień. W okresie archaicznym, nawet VIII wieku p.n.e., miejsce kultu nabrało charakteru monumentalnego: powstały dwa niezadaszone ołtarze, otoczone licznymi figurami wotywnymi (przedstawiającymi mężczyzn i zwierzęta).
W czasach hellenistycznych bóstwo powiązano z Appolinem. Najstarsze inskrypcje potwierdzające kult Appolina datowane są na V wiek p.n.e. (inskrypcje potwierdzające powiązanie Hylatesa z Appolinem pochodzą z III w. p.n.e.). Rozbudowę przypisuje się inicjatywie egipskich Ptolemeuszy. W tym okresie powstało dużo zabudowań, szczególnie we wschodniej części kompleksu. Wówczas powstała jednoizbowa świątyni poświęcona Appolinowi, później nadbudowana świątynią z okresu rzymskiego. W okresie panowania rzymskiego, w I wieku n.e., za panowania Oktawiana Augusta, kompleks przeszedł drugą dużą rozbudowę. Powstał niezadaszony tolos i monumentalny prostyl świątyni Apollina. Kolejna duża rozbudowa, świadcząca również o statusie miejsca, miała miejsce za Trajana, utożsamianego z Appollinem (łaźnie, budynek południowy). Mimo rozbudowy w czasach rzymskich, zachowało charakter cypryjskich świątyń pozamiejskich.
Świątynia uległa poważnym zniszczeniom w czasie trzęsienia ziemi w 365/370 roku, została jednak częściowo zrekonstruowana. W pobliżu świątyni zachowały się także resztki domu kapłanów, a także stadionu i bazyliki z VI wieku.